# 28. српска бригада НОВЈ
Дваесетосма српска бригада НОВЈ формирана је крајем септембра 1944. године у селу Кривачи код Лесковца. Тада је имала 3 батаљона са 900 бораца, а крајем 1944. четири батаљона, притивтенковску, противавионску и минобацачку чету и друге приштапске јединице. У фебруару 1945. имала је преко 3,000 бораца. Од формирања до 1. маја 1945. била је у саставу 47. српске дивизије НОВЈ, кад је расформирана а њеним људством попуњене јединице Прве армије ЈА.
Бригада је 8. октобра 1944. водила тешке борбе с немачким снагама за Лесковац, затим на путу Лесковац–Дољевац и у саставу 47. дивизије НОВЈ учествовала у уништењу главнине 7. СС дивизије „Принц Еуген“ 14. октобра западно од Ниша у простору Александровац, Југ Богдановац. Затим је учествовала у чишћењу терена од четника у рејону планине Соколовице и Проломске планине, на подручју Крушевац, Ћићевац, Параћин и у ширем рејону Краљева.